# 方法論的個人主義
方法論的個人主義（Methodological individualism）又稱個人主義方法論，是一種哲學的研究方法，將社會的發展看作是許多個人的聚集（整體上是個人主義的一種形式），以此解讀和研究許多學科。在最極端的形式上，方法論的個人主義認為「整體」只不過是「許多個體加起來的總合」（原子論）。方法論的個人主義也被稱為「化約主義」的一種形式，因為它的解釋方式是將一個大的實體化約為許許多多的小實體。值得注意的是，方法論的個人主義並不一定代表政治上的個人主義，儘管許多使用方法論的個人主義的學者，如弗里德里克·哈耶克和卡尔·波普尔也都是政治個人主義的支持者。

## 社會科學
方法論的個人主義反對將一個被控制的、實驗性的群體作為研究模型，因為個人主義否認一個集體可以被當成是一個獨立的決策者，主張群體只不過是許多個體的組合，因此應該以個體行為作為基礎研究社會科學。這種方法論也常被用以攻擊其他集體主義的研究方法，例如歷史主義、結構功能主義，也反對以社會階級、性別角色、甚至是族群作為研究實體。甚至是研究商業廣告對於個人喜好的影響也被視為是與方法論的個人主義相背的。
湯瑪斯·卡萊的著作便反映出了早期的方法論個人主義，他將人類歷史視為是許許多多的英雄的事蹟的聚集。威廉·詹姆士則試著將卡萊的方法論個人主義中的精英主義成分淡化，他寫道「社會一代接一代的改變」並不只是因為「格兰特和俾斯麦的改變，也是因為小爆發戶和鐵匠的改變。」當時格兰特和俾斯麦分別是美國和普魯士的國家領導人，但詹姆士則將他們的地位看作和默默無名的小爆發戶及鐵匠相等，正視了他們在社會發展上所扮演的角色和影響。

### 經濟學
方法論的個人主義是現代新古典主义经济学的基本架構之一，以「理性的」、追求最高效益的個人作為研究實體分析集體的行為。這也被稱為经济人的假設。依據這個觀點，大多數經濟制度的架構和活動都能夠以此加以解釋。方法論個人主義在經濟學上的例子之一，便是奧地利經濟學派對於經濟歷史學派在迷信數據分析上的批評。

### 社會學
在社會學上，约恩·埃尔斯特（以及其他許多人）依照方法論的個人主義：「社會生活的基本單位是個體的人類行為」，他主張道：「要解釋社會傳統和社會的變革，便是要證明它們如何從個人的行為和互動的結果裡所浮現。這個觀點通常被稱為方法論的個人主義，在我看來這是再真實不過了。」(Elster, 1989, 13)
嚴格來說，「方法論的個人主義」與「政治的個人主義」並不相同，至少這便是马克斯·韦伯所抱持的立場。韋伯主張若20世紀的開端會出現正常運作的社會主義政權，那其必定也是以方法論的個人主義作為社會學依據的。不過，將方法論與政治的個人主義合併也相當常見（例如自由放任的自由主義），無論反對或支持政治個人主義的雙方都經常將兩者混合。對於支持方來說，方法論個人主義的定律其實只是一個常識罷了

## 深入閱讀
- Elster, Jon (1989), Nuts and Bolts for the Social Sciences, Cambridge University Press, Cambridge, UK.
- 路德維希·馮·米塞斯, "The Principle of Methodological Individualism", chapt. 2 in Human Action, Eprint （页面存档备份，存于）.
- 弗里德里克·哈耶克 (1952), "The Counter-Revolution of Science: Studies in the Abuse of Reason".
- 卡尔·波普尔 (1945), "The Open Society and Its Enemies".
- 卡尔·波普尔 (1957), "The Poverty of Historicism" (earlier published as articles in the journal "Economica").